# Farba akrylowa

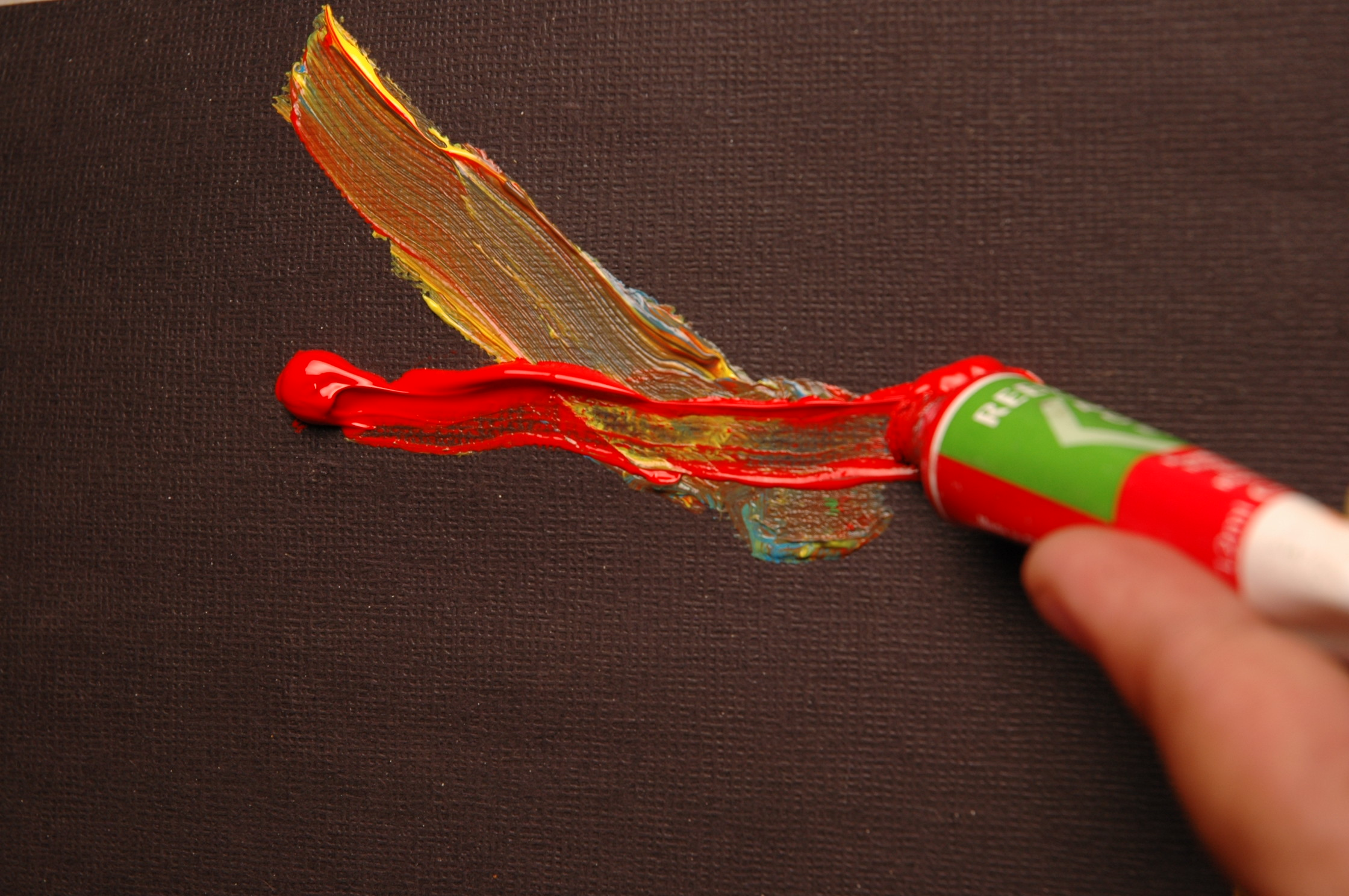
Farba akrylowa, widoczna faktura

Farba akrylowa – farby, których spoiwem są  żywice poliakrylowe, w których są zawieszone cząstki pigmentu. Stosowane są w poligrafii, budownictwie, malarstwie.
W budownictwie wyróżnia się trzy rodzaje takich farb:
1. Farby emulsyjne, które niemalże wyparły farby klejowe. Po wyschnięciu są zwykle odporne na zmywanie wodą (często nazywane mianem farby lateksowej)
2. Emalie do drewna, metalu i tworzyw sztucznych, które zastępują farby olejne oraz ftalowe. Główną ich zaletą jest to, że rozpuszczalnik stanowi woda, co eliminuje uciążliwy zapach i konieczność stosowania organicznych rozcieńczalników do czyszczenia narzędzi. Dzięki temu są mniej szkodliwe dla środowiska. Gorzej nadają się jednak do wymalowań renowacyjnych, gdyż mają tendencje do oddzielania się od poprzednich warstw błyszczących farb ftalowych, jeśli podłoże nie zostało należycie odtłuszczone i zmatowione. Tworzą trwałe, nieżółknące i elastyczne powłoki, zwykle o wykończeniu półmatowym, rzadziej błyszczącym.
3. Farby do dachówki betonowej jak i ceramicznej, które stają się coraz bardziej popularne[1].

Oprócz farb emulsyjnych i emalii wodorozcieńczalnych, w budownictwie stosuje się także inne rodzaje farb akrylowych, oparte na organicznych rozpuszczalnikach, przeznaczone do powierzchni ocynkowanych, izolujące plamy i inne.
Farby te pojawiły się na rynku w latach pięćdziesiątych XX wieku, najpierw w Stanach Zjednoczonych i Meksyku, a potem w Europie. Pierwotnie zaprojektowano je do malowania zewnętrznych ścian budynków nadmorskich, narażonych na stałą wysoką wilgotność powietrza i zasolenie. Ich zalety i możliwość łatwego modyfikowania ich własności do różnych celów spowodowały, że rozpowszechniły się także jako farba do wnętrz, artystyczna i poligraficzna.
W zastosowaniach artystycznych mogą być kładzione grubo jak farby olejne lub cienko przezroczystymi warstwami (laserunkowo). Nie posiadają tak dużej gamy kolorystycznej jak farby olejne czy temperowe. Farby dla artystów mogą zawierać oprócz pigmentu również gumę arabską i inne substancje zmieniające lepkość i szybkość wysychania tych farb. Mogą być zastosowane do malowania na niemal każdej powierzchni, w tym nawet na szkle.
Są popularne również wśród modelarzy, głównie plastikowych – bazując na alkoholach i wodzie, nie rozpuszczają tworzywa, świetnie się nadają do nakładania cienkimi warstwami (aerografem) i szybko schną. Ponadto jasne kolory lepiej kryją ciemne tło, można je stosować również na już naniesionych powłokach emalii olejnych.
Farby stosowane w poligrafii mają zwykle mniejszą lepkość od farb do ręcznego malowania. Aby przyśpieszyć proces drukowania, są one zwykle utrwalane poprzez dogrzewanie w temperaturze 150 °C.